# Anticipating
„Anticipating” este un cântec înregistrat de către interpreta americană Britney Spears pentru cel de-al treilea ei album de studio, Britney (2001). A fost compus de către Spears împreună cu producătorii Brian Kierulf și Josh Schwartz. Cântecul a fost lansat exclusiv în Franța la 21 iunie 2002 prin intermediul casei de discuri Jive Records drept cel de-al patrulea single extras al albumului Britney. „Anticipating” este un cântec disco, dance-pop, funk și teen pop, cu influențe de R&B. Versurile vorbesc despre prietenie și frăția dintre fete. Piesa s-a bucurat de recenzii pozitive din partea criticilor de specialitate, cu criticii felicitând versurile de împuternicire și comparându-l cu compozițiile din anii 1980 a lui Madonna, Rick Astley și cântecul „All For You” a lui Janet Jackson.
„Anticipating” a obținut un succes comercial modest, poziționându-se pe locul 38 în clasamentul francez al singleurilor. Cântecul a fost promovat printr-o interpretare live în cadrul turneului Dream Within a Dream Tour (2001-2002), în care poartă o fustă din denim peticită, dansând în fața unor desene colorate cu creioane. Videoclipul piesei, regizat de Marty Callner, a fost de asemenea folosit și în interpretarea pentru Live from Las Vegas. „Anticipating” a fost, de asemenea, promovat printr-o reclamă pe care Spears a filmat-o pentru Toyota Vios.

## Informații generale
În timpul turneului Oops!... I Did It Again World Tour (2000), Spears a dezvăluit faptul că s-a simțit inspirată de artiștii hip hop cum ar fi Jay Z și The Neptunes și că a vrut să creeze un album mai funk. În februarie 2001, Spears a semnat un acord de promovare în valoare de 7–8 milioane de dolari cu Pepsi, și a lansat o altă carte scrisă în colaborare cu mama ei, intitulată A Mother's Gift. În aceeași lună, Spears a început sa înregistreze cântece pentru al treilea său album de studio, cu „Anticipating” fiind înregistrat la studiourile Rusk Sound din Los Angeles, California, DOJO din Jackson, New Jersey, studiourile Sound on Sound studiourile și Battery din New York City. Cântecul a fost compus de către Spears, Brian Kierulf și Josh Schwartz, în timp ce producția a fost făcută de Kierulf și Schwartz. A fost mixat la studiourile Battery de către Stephen George. Inginerii de sunet care au lucrat la acest album au fost Aaron Kaplan, Rich Tapper, Jill Tengan și Charles McCrorey. Nile Rodgers a cântat la chitara. Chitara bas și programarea au fost realizate de Kierulf. Acompaniamentul vocal a fost făcut de Spears și Jennifer Karr. Al treilea său album de studio, Britney, a fost lansat în luna noiembrie 2001. Într-un interviu acordat ziarului Daily Record, Spears a comentat piesa, spunând: „Este un cântec distractiv pe care l-am scris. Este ca și cum ați fi cu prietenele voastre și doar dansați. Cred că această piesă aduce aminte de anii '70.” A fost lansat ca al patrulea single al albumului la data de 21 iunie 2002 în Franța.

## Structura muzicală și versuri
„Anticipating” este un cântec teen pop și dance-pop care durează trei minute și 16 secunde. Corey Moss de la MTV a observat că piesa are influențe disco din anii 1970, în timp ce Joan Anderman de la The Boston Globe a comparat cântecul cu melodiile vechi ale Madonnei, cum ar fi „Holiday” (1983). Glenn Gamboa de la Newsday a comparat cântecul cu „All for You” a lui Janet Jackson, numindu-l „un cântec pop plăcut și strălucitor în stilul R&B”. Conform partiturii muzicale publicate de Musicnotes.com de la Universal Music Publishing Group, piesa este compusă în tonalitatea Fa major și are un tempo de 112 bătăi pe minut. Gama vocală a lui Spears se întinde de la tonalitatea joasă Fa3 până la tonul înalt de La4. Cântecul are o secvență muzicală de Si♯(9)–Do–Rem7–Si♯(9). Versurile vorbesc despre prietenia și frăția dintre femei. În timpul pasajului, Spears cântă: „Gotta really let me know if you want me / You gotta turn me on and make me feel sexy” (ro.: „Va trebui să îmi spui dacă chiar mă vrei / Va trebui să mă exciți și să mă faci să mă simt sexy”). În timpul lansării albumului, K-luv de pe site-ul său oficial a declarat că: „imnul puternic feminin «Anticipating» dovedește că Britney este, acum mai mult ca niciodată, o forță de luat în considerare.”

## Recepție
„Anticipating” a primit în general recenzii pozitive din partea criticilor de specialitate. Jane Stevenson de Jam! a numit „Anticipating” drept cea mai puternică piesă de pe album. Redactorul ziarului Yale Daily News, Catherine Halaby, a considerat piesa drept o „baladă distractivă și draguță în stilul disco”. Nikki Tranker de la PopMatters a spus că piesa „oferă fanilor Britney ceva puțin mai diferit, cu o melodie simplă frumos subliniată de un sunet disco foarte bine executat în stilul anilor '70”. Jim Farber de la Daily News, în timpul recenziei pentru turneul Dream Within a Dream Tour, a numit piesa împreună cu piesa „Stronger”, drept „[două] imnuri feminine puternice”. Katie Perone de la Loyola Greyhound a spus că „[este] o melodie distractivă și efervescentă, care probabil ar fi avut un mare succes pe Oops!”. Barry Walters de la Rolling Stone a declarat că piesa este „o privire retrospectivă euforică a lui Rick Astley, [unde] emană o emoție fără să-și încadreze vocea în teatralitatea școlărească tipică postului de televiziune Nickelodeon”. Într-o listă compusă de Sam Lanksy de la PopCrush, „Anticipating” a fost clasat pe locul opt într-o listă cu cele mai bune cântece ale lui Spears. În recenzia albumului, David Browne de la Entertainment Weekly a criticat „Anticipating” împreună cu „Bombastic Love” pentru faptul că „[se bazează] pe formulele învechite”. La data de 26 iulie 2002, piesa a debutat pe locul 46 în clasamentul francez realizat de SNEP. În următoarea săptămână a ocupat locul 38. „Anticipating” a rămas în clasament timp de 13 săptămâni.

## Promovare
Cântecul a fost interpretat în timpul turneului Dream Within a Dream Tour. Spectacolul a început cu un interludiu video în care Spears vorbea cu dansatoarele ei. Apoi a apărut pe scenă, purtând o fustă denim peticită. Decorul a fost realizat din desene imense de cărți de colorat de case și mașini. După al doilea refren, a invitat publicul să cânte împreună cu ea. La sfârșitul melodiei, a vorbit pe scurt cu publicul înainte de a își da jos fusta și maieul pentru a interpreta piesa „I'm a Slave 4 U”. Shaheem Reid de la MTV a observat că în timpul nopții de deschidere a turneului din Columbus, Ohio, „Probabil că Britney a uitat că retrospectiva disco este un lucru nou, asta pentru că a încurajat pe toată lumea să cânte împreună în timpul refrenului [...] Deși publicul a aplaudat și s-a distrat pe ritm, Britney a trebuit să facă asta singură din punct de vedere vocal”. Videoclipul, regizat de Marty Callner, a constat dintr-o filmare a turneului Live from Las Vegas. Au fost adăugate câteva efecte speciale, printre o minge strălucitoare și numele cântecului care apare pe ecran. Cântecul a fost, de asemenea, promovat într-o reclamă pe care Spears a filmat-o pentru Toyota Vios.

## Ordinea pieselor pe disc
| Nr.                        | Titlul                                | Durată |
| -------------------------- | ------------------------------------- | ------ |
| CD distribuit în Franța    |                                       |        |
| 1.                         | „Anticipating” [A]                    | 3:16   |
| 2.                         | „I'm Not a Girl, Not Yet a Woman” [B] | 5:25   |
| 3.                         | „Overprotected” [C]                   | 3:20   |
| Vinil distribuit în Franța |                                       |        |
| 1.                         | „Anticipating” [D]                    | 4:07   |
| 2.                         | „Anticipating” [D]                    | 1:27   |
| 3.                         | „Anticipating” [E]                    | 6:25   |
| 4.                         | „Anticipating” [F]                    | 6:25   |
| 5.                         | „Anticipating” [G]                    | 5:58   |
| 6.                         | „Anticipating” [H]                    | 5:43   |
| 7.                         | „Anticipating” [III]                  | 5:43   |

Specificații
- A ^ Versiunea albumului de proveniență Britney.
- B ^ Remix realizat de „Metro”.
- C ^ Remix realizat de „Darkchild”.
- D ^ Remix realizat de „Alan Braxe”.
- E ^ Mix de club realizat de „Antoine Clamaran”.
- F ^ Instru Mix realizat de „Antoine Clamaran”.
- G ^ Sweet & Sour Mix realizat de „PK'Chu & RLS'”.
- H ^ Hard & Sexy Mix realizat de „PK'Chu & RLS'”.
- III ^ Hard & Sexy Dub Mix realizat de „PK'Chu & RLS'”.

## Personal
Persoanele care au lucrat la album sunt preluate de pe coperta Britney.
Management
- Înregistrat la studiourile Rusk Sound, Los Angeles, California; DOJO, Jackson, New Jersey; sunet înregistrat la studiourile Sound și Battery, New York City, New York.
- Mixat la studiourile Battery, New York City, New York.

Personal
| - Britney Spears – voce principală, textieră, pian - Brian Kierulf – textier, producător, chitară bas, chitară, programare - Josh Schwartz – textier, producător, - Jennifer Karr – acompaniament vocal - Stephen George – mixare | - Nile Rodgers – chitară - Aaron Kaplan – inginer de sunet - Rich Tapper – inginer de sunet - Jill Tengan – inginer de sunet - Charles McCrorey – inginer de sunet |

## Clasamente
| Țară (clasament) | Poziția maximă | Referință |
| 2002             | 2002           | 2002      |
| ---------------- | -------------- | --------- |
| Franța (SNEP)    | 38             | [ 19 ]    |

## Datele lansărilor
| Țara   | Data          | Format       | Casă de discuri | Referință |
| ------ | ------------- | ------------ | --------------- | --------- |
| Franța | 21 iunie 2002 | Compact disc | Jive Records    | [ 5 ]     |

## Legături externe
- Versurile complete ale acestei piese pe MetroLyrics